# Мик Херон
Мик Херон (на английски: Mick Herron) е английски поет и писател на произведения в жанра трилър, криминален роман и шпионски роман.

## Биография и творчество
Мик Херон е роден на 11 юли 1963 г. в Нюкасъл ъпон Тайн, Англия. Получава бакалавърска степен по английска филология от колежа Балиол на Оксфордския университет. След дипломирането си работи като заместник редактор в Лондон до 2017 г. Заедно с работата си започна да пише поезия, а след това и романи.
Първият му роман Down Cemetery Road (Надолу по гробищния път) от поредицата „Оксфорд“ е издаден през 2003 г. Главни герои са: младата и омъжена Сара Тъкър, но недоволна от скучния си живот, смелата Зои Бьом, частен детектив, и други жители на Оксфорд, които разследват или са замесени в различни случаи на отвличания, убийства, и други престъпления.
През 2010 г. е издаден първият му роман „Куци коне“ от едноименната поредица. Изпадналите заради провали в немилост агенти от британското разузнаване MI5 са изпращани в „Блатната къща“, където прекарват остатъка от кариерата си в рутинна работа, заради което ги наричат „куци коне“. Ривър Картрайт е такъв и прави безсмислени отчети на подслушани мобилни разговори, до момента когато млад мъж е отвлечен и похитителите му заплашват да излъчат обезглавяването му на живо в интернет. За Картрайт това е шанс да да изкупи вината си, но той открива, че нещата не са такива каквито изглеждат първоначално. Втората книга от поредицата Dead Lions (Мъртви лъвове) е издадена през 2013 г. и получава наградата „Златен кинжал“ на Асоциацията на писателите на криминални романи за най-добър роман на годината. Книгите от поредицата са издаден в над 20 страни по света. През 2022 г. поредицата е екранизирана в едноименния телевизионен сериал с участието на Джак Лоудън, Кристин Скот Томас и Гари Олдман.
Негови разкази са публикувани в „Ellery Queen's Mystery Magazine“. Носител е на редица награди за криминалните си произведения.
Мик Херон живее в Оксфорд.

## Произведения

### Самостоятелни романи
- Reconstruction (2008)[1][3][4]
- Nobody Walks (2015)
- This is What Happened (2018)

### Серия „Оксфордските разследвания“ (The Oxford Investigations)
1. Down Cemetery Road (2003)[1][2][4]
2. The Last Voice You Hear (2004)
3. Why We Die (2006)
4. Smoke and Whispers (2009)

### Серия „Куци коне“ (Slough House)
1. Slow Horses (2010)[1][2]
Куци коне, изд.: „Сиела“, София (2022), прев. Коста Сивов
2. Dead Lions (2013) – награда „Златен кинжал“ за най-добър криминален роман, награда „Пале Розенкранц“[3]
Мъртви лъвове, изд.: „Сиела“, София (2022), прев. Коста Сивов
3. Real Tigers (2016) – награда Last Laugh
4. Spook Street (2017) – награда „Иън Флеминг”, награда Last Laugh
5. London Rules (2018)
6. Joe Country (2019)
7. Slough House (2021)
8. Bad Actors (2022)

новели към серията
- The List (2015)
- The Drop (2018)
- The Catch (2020)
- Standing By The Wall (2022)

### Сборници
- All the Livelong Day (2013)[1]
- Dolphin Junction (2021) – награда „Елъри Куин“

### Екранизации
- 2022 Куци коне, Slow Horses – тв сериал, 12 епизода